# Gymnochiromyia zernyi
Gymnochiromyia zernyi är en tvåvingeart som först beskrevs av Leander Czerny 1929.  Gymnochiromyia zernyi ingår i släktet Gymnochiromyia och familjen gulflugor.
Artens utbredningsområde är Spanien. Inga underarter finns listade i Catalogue of Life.